# 城工部事件
城工部事件，又称城工部冤案，是1948年起中国共产党闽浙赣省委因阮英平、孟起等闽籍中共党员被捕、被杀而引发的错杀城工部党员的重大冤案，该事件导致当时一百多名城工部干部被冤杀，近四千人被开除党籍，闽浙赣省委亦切断了与城工部党员的联系，使得福建以及江西、浙南的中共地下活动遭到严重破坏。:442

## 起因

### 孟起被捕与庄征事件
1947年，孟起（原名孟琇焘）率城工部组织了“布变”，窃走福建海关查扣的大量布匹和棉纱，事后部分未转移的布匹被其女佣发现，后被中華民國政府知悉。孟起被捕后，由于搜出中共党内文件，孟起被确认为中共党员。11月孟起被押解往南京，翌年4月被枪毙于南京雨花台。:421
孟起被捕后，时任福建城工部部长庄征为营救孟起提出营救方案，其中的“假投降”方案使闽浙赣省委怀疑其是内奸，申报中共中央华东局，得到张鼎丞、邓子恢“如确有内奸行为，可由你们紧急处理，不再因循误事，但应查明真相”的回复后，庄征被捕，在中共当局的逼供下屈打成招，后被处死，其职务由城工部副部长李铁接任。:421-422

### 阮英平遇难
1948年1月22日，时任闽东地委书记的阮英平参加完地委会议后起身前往南古瓯地区向省委汇报工作，途中遭遇搜山的国军，阮与警卫员陈书琴失联，2月1日逃入宁德北洋大窝村，谎称自己是商人，投宿于当地范起洪家中。次日范起洪等人见财起意，杀害阮英平、抢夺其财物后将其抛尸山中:435-437。1952年镇反期间，福建省公安部门在叶飞的指示下才抓获凶手。:178-181

## 经过
阮英平失踪后，其警卫员陈书琴多次寻找无果，回到福州向时任福建省委宣传部长的李铁汇报情况后，李铁又要求城工部闽东工委阮伯琪寻找。中華民國政府在发现阮英平私章后，便大肆宣布此事，由于消息闭塞，省委不清楚阮英平是如何遇难的。综合庄征事件以及前后发生的闽赣边区游击纵队司令员沈宗文被出卖等事件，最终时任闽浙赣省委书记的曾镜冰等人认为是城工部干部被派往各地后才导致了此类事件的发生，因此城工部已被国民党特务控制，成了“红旗特务组织”。:439
于是，曾镜冰下令在“五一”前“处理”城工部干部，李铁于1948年4月被杀于建阳县岩溪村，闽北地委常委及闽北城工部主要负责人曾焕乾被活埋于武夷山下，闽东城工部干部叶挺荃、陈子英等被杀于寿宁县岩后村东坑山。前后共有127名中共城工部干部被处死。

## 后续影响
处死干部后，曾镜冰下令“（城工部党员）停止党籍，不过组织生活，不许用党组织的名义活动，停止发展党员，不许找组织关系，应多做对人民有利的事情”，导致大量隶属城工部的党员失去和上级的联系。城工部事件使闽浙赣地下党组织遭到毁灭性打击，仅南昌城工部组织保存完好，厦门城工部被迫拆解分散到省内外其他党组织中，部分党员经由香港北上，向中共中央申诉:442，霞浦的城工部党员与上级失联后与浙南党组织横向联络，后继续活动。后由于成立的审查委员会的过激思想，导致大量中共党员被错杀。:440

## 平反
中华人民共和国成立后，福建的城工部党员不被承认为党员，地方各级支部委员会宣布“解散城工部组织和停止活动，等待上级审查”。有些城工部党员写信给中共中央要求调查平反，加之1952年阮英平案告破，在中国共产党第七届三中全会上毛泽东怒斥曾镜冰“杀城工部杀了那么多人，为什么不向中央报告？究竟是国民党杀共产党，还是共产党杀共产党？应该作个交代嘛！”
会后，曾任中央城工部部长的周恩来指示时任福建省人民政府主席的张鼎丞过问此事，但曾镜冰未提交相关报告。
1953年初，福建省委开始审查此事，1954年赴京报告，邓小平、杨尚昆、谭震林、安子文等中央领导在中南海听取了汇报，提出不仅要平反罹难者，还要追究“原区党委的错误”。1956年宣布平反城工部事件，承认城工部是“党的组织”:443，至1957年恢复1276名城工部党员党籍，随后曾镜冰被认为有“内奸嫌疑”而撤销其在福建省的工作，下放到内地。1967年文革期间被迫害而死于北京。1983年胡耀邦为曾镜冰平反。迄今，城工部已有3960人被恢复党籍。